# حومال
حومال (به عربی: حومال) یک منطقهٔ مسکونی در لبنان است که در شهرستان عالیه واقع شده‌است. حومال ۰٫۷۹ کیلومتر مربع مساحت دارد ۴۰۰ متر بالاتر از سطح دریا واقع شده‌است.